# Günter-Wallraff-Preis für Pressefreiheit und Menschenrechte
Der Günter-Wallraff-Preis für Pressefreiheit und Menschenrechte (ursprünglich: Günter-Wallraff-Preis für Journalismuskritik) ist ein nach dem Journalisten Günter Wallraff benannter und mit 5000 Euro (Stand 2022) dotierter Preis, der seit 2015 von der Initiative Nachrichtenaufklärung e. V. (INA) im Rahmen des jährlichen Kölner Forums für Journalismuskritik beim Deutschlandfunk an Personen oder Institutionen verliehen wird, „die sich als Journalist:innen, Publizist:innen oder Bürgerrechtlicher:innen für Pressefreiheit und die Wahrung der universellen Menschenrechte, für Toleranz, soziale Rechte und Freiheit aller Menschen einsetzen. Das kann und soll ganz im Sinne der aufklärerischen Arbeit Günter Wallraffs die Kritik an Medien und veröffentlichter Meinung explizit einschließen.“

## Preisträger
- 2015: Sebastian Pertsch und Udo Stiehl, deren Floskelwolke „in innovativer Weise auf Unzulänglichkeiten, Fehler und Manipulationen in der Nachrichtensprache aufmerksam“ macht.[4]
- 2016: Türkische Journalistengruppe Haber Nöbeti, die „in Zeiten gravierender Einschränkungen der Pressefreiheit in der Türkei die Defizite der medialen Berichterstattung gerade aus der Krisenregion Osttürkei korrigieren will“.[5]
- 2017: Zu gleichen Teilen Ahmet Şık für seinen „mutigen und investigativen Journalismus“ und das türkisch-deutsche Webprojekt taz.gazete der taz und der Panter Stiftung. Mit einem undotierten Preis wurde Stefan Schulz für sein journalismuskritisches Buch Redaktionsschluss gewürdigt.[6][7][8]
- 2018: netzpolitik.org[9]
- 2019: Raif Badawi und Europäisches Journalismus-Observatorium[10]
- 2020: nicht vergeben wg. COVID-19-Pandemie[3]
- 2021: nicht vergeben wg. COVID-19-Pandemie[3]
- 2022: Julian Assange[11]
- 2023:  Alexei Nawalny[12]
- 2024: Women Wage Peace (Israel) und Women of the Sun (Palästina)[3]
- 2025: Maryja Kalesnikawa[13]